# Бонна, Леон
Лео́н Бонна́ (полное имя Леон Жозеф Флорантен Бонна, фр. Léon Joseph Florentin Bonnat, 1833—1922) — французский живописец, коллекционер. Писал картины на исторические и религиозные сюжеты, но более известен как портретист.

## Биография

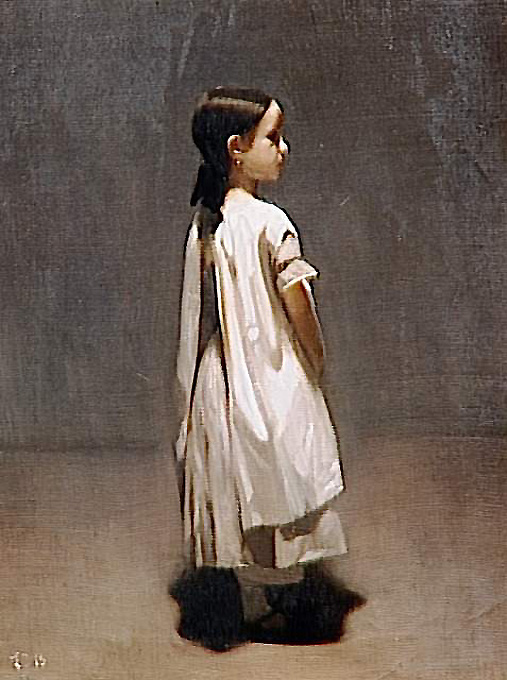
Маленькая сестра художника (1850)

Уроженец Байонны, сын книготорговца. В связи с работой отца несколько лет (1846–1853) провёл в Мадриде, где начал обучаться живописи у Федерико де Мадрасо, после чего продолжил обучение в Париже в Школе изящных искусств у Леона Конье.
В 1869 году получил Римскую премию. Как лауреат, Бонна использовал возможность отправиться на учёбу в Рим. По возвращении в Париж преподавал в Школе изящных искусств, а в 1905 году стал её директором.
Бонна был одним из наиболее известных портретистов своего времени. Дорогу к светскому признанию живописцу открыл «Портрет актрисы Паска» (1874), хранящийся ныне в Лувре. Он писал многих знаменитых людей, в числе наиболее известных его работ портреты Виктора Гюго, Александра Дюма-сына. Андре Моруа в своих «Литературных портретах» упоминает дружбу Бонна и Мопассана.
Известный французский писатель Анри Перрюшо писал:
 «Для того чтобы заказать Бонна портрет, было мало одного желания. Не каждый, кому приходила в голову такая фантазия, мог добиться этого. Портрет у Бонна — удел избранных, он стоит очень дорого».
Прилично зарабатывая живописью, Бонна был страстным коллекционером и много тратил на покупку произведений искусства. После смерти Бонна 8 сентября 1922 года, по завещанию мастера, его родной город Байонна получил крупную коллекцию художественных произведений, в состав которой входило одно из лучших собраний рисунка XIX века.

## Галерея

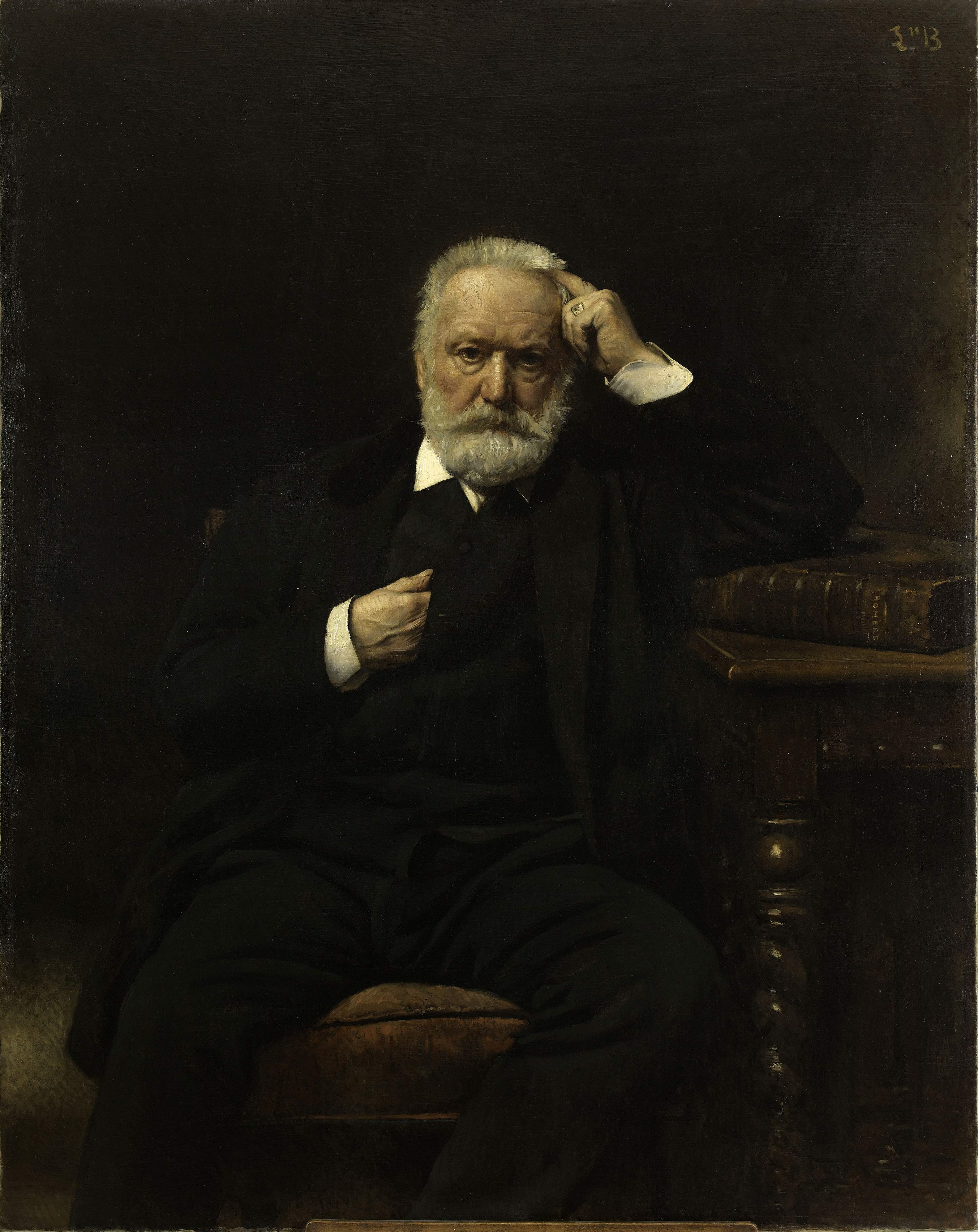
Портрет Виктора Гюго (1879)
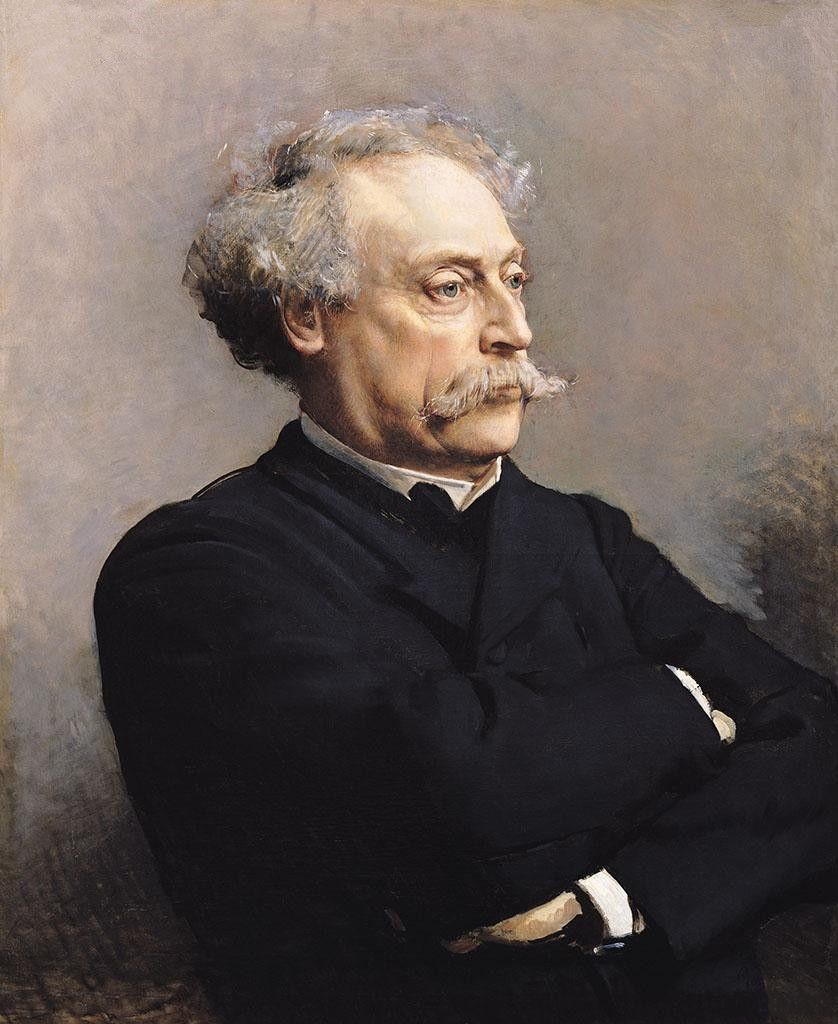
Портрет Александра Дюма-сына (1886)
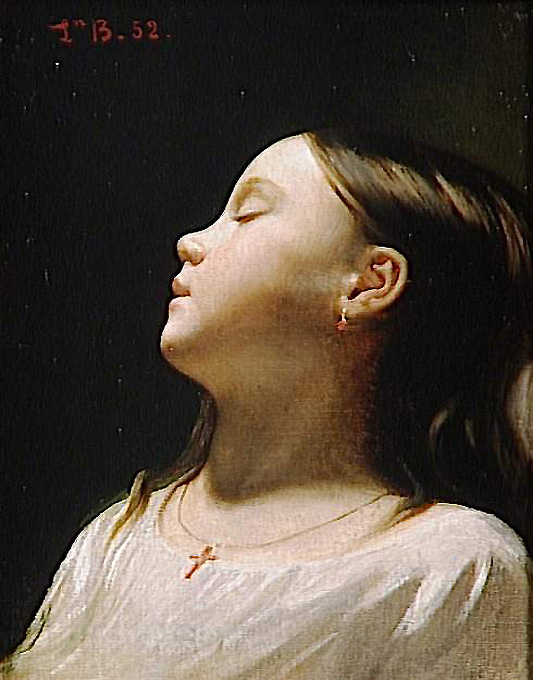
Спящая маленькая девочка, (1852)
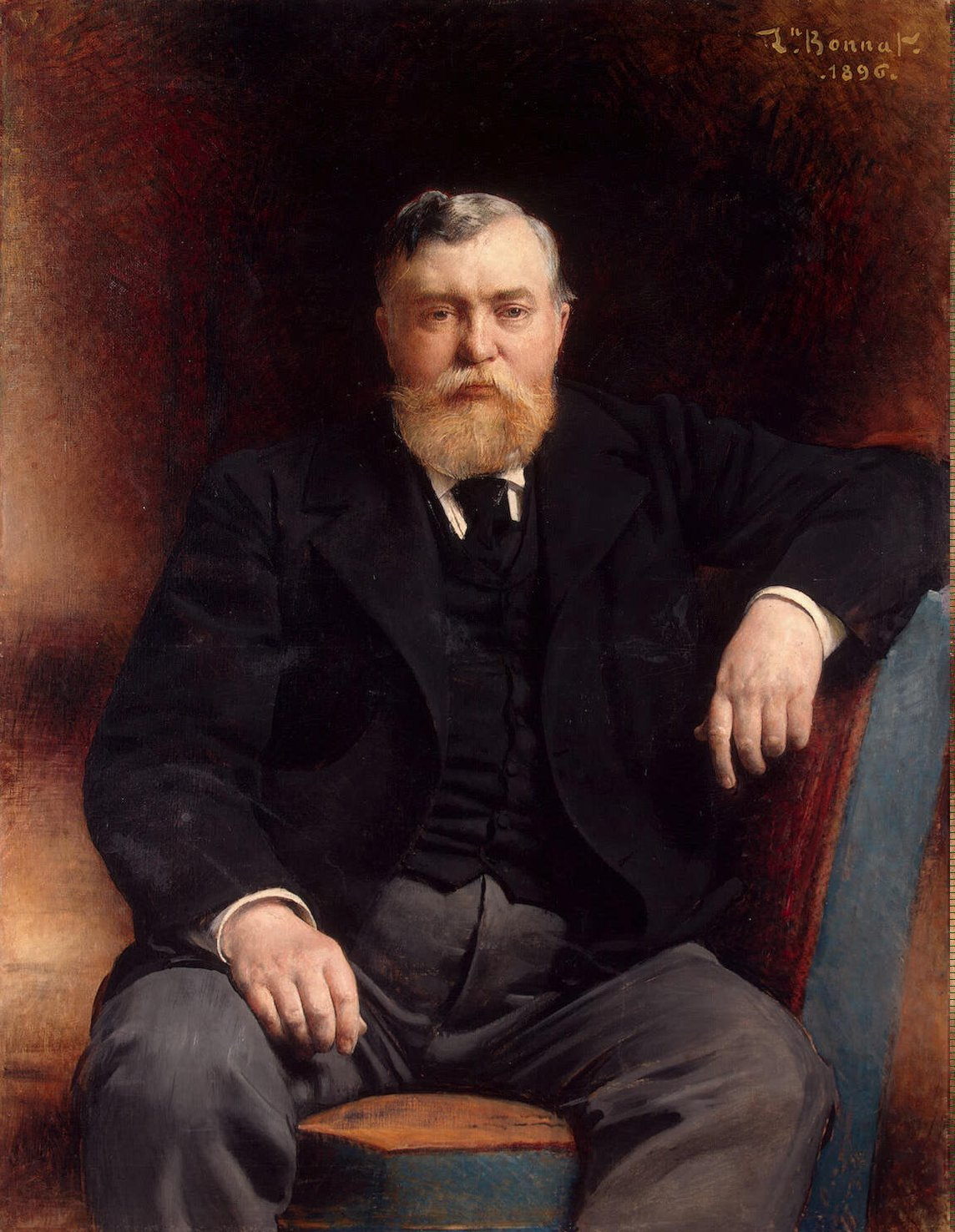
Портрет князя В. Н. Тенишева (1896). Санкт-Петербург, Эрмитаж
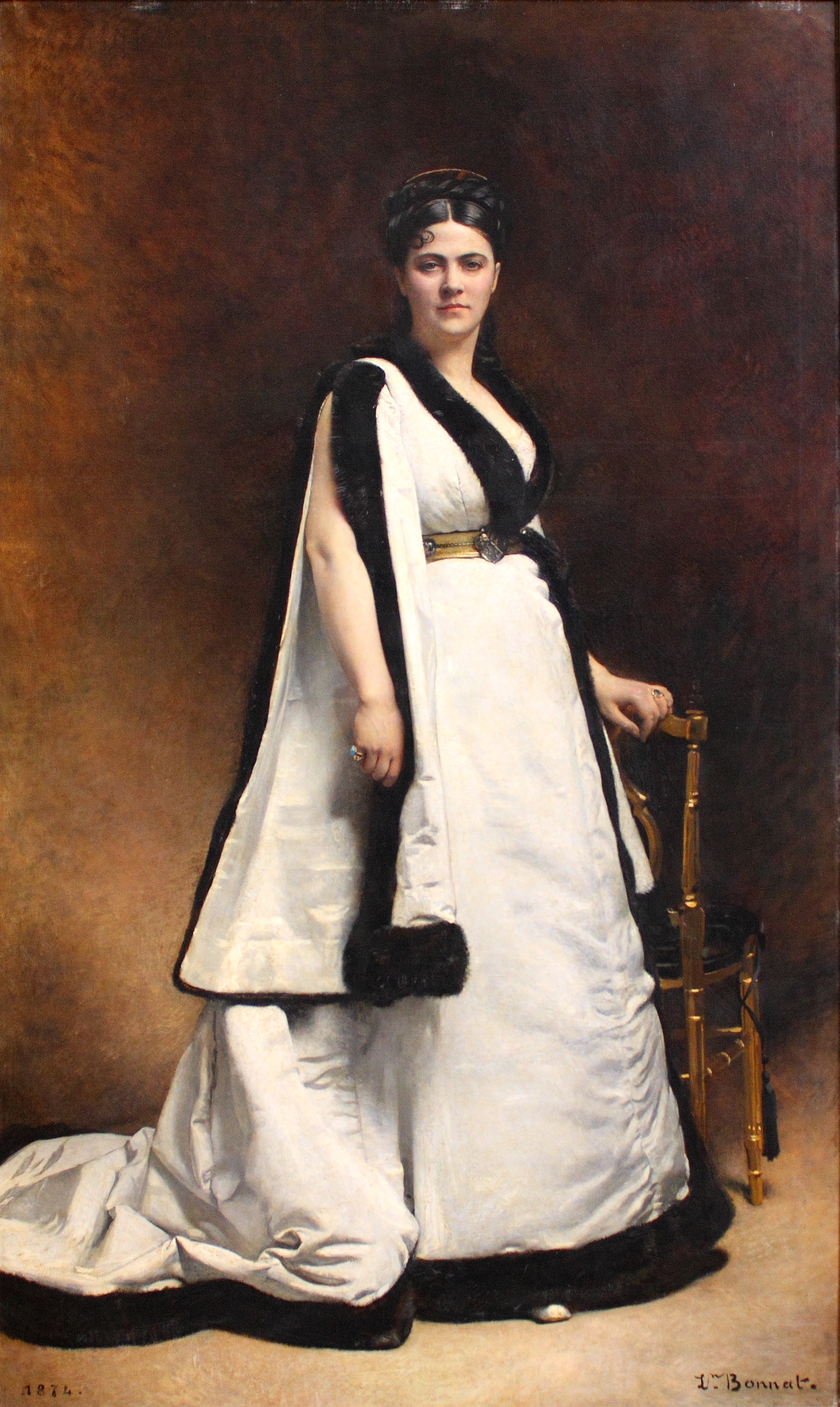
Портрет госпожи Паска (1874) Париж, Лувр
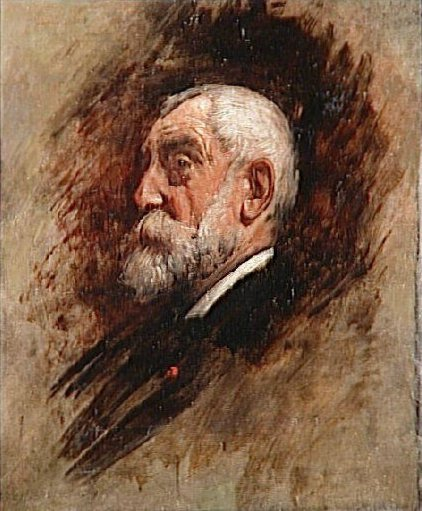
Портрет Анри Арпиньи

## Ученики

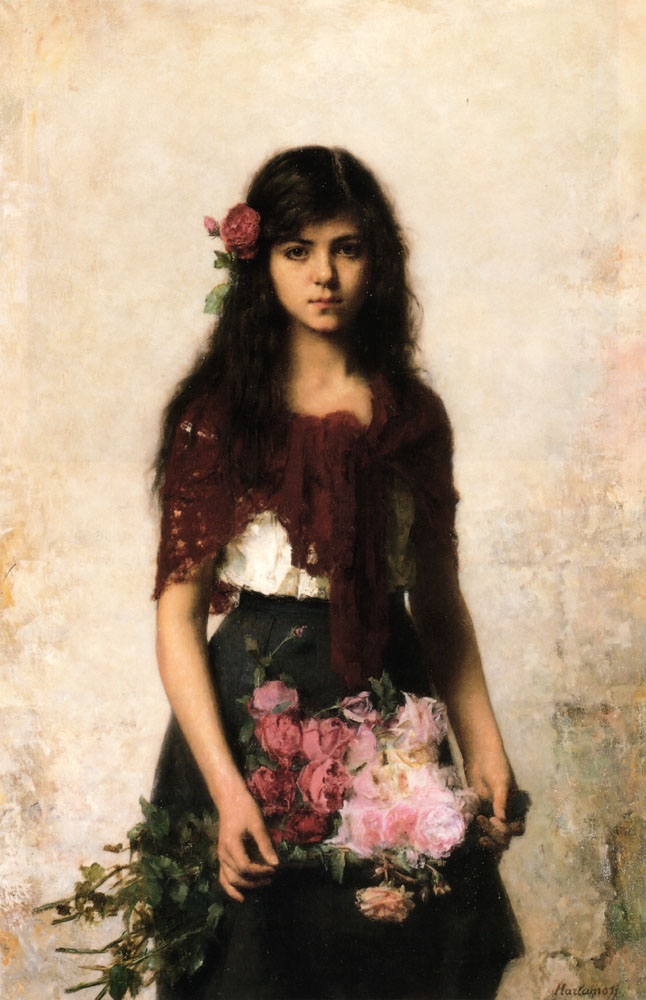
Алексей Харламов, Портрет девочки с красной шалью

«Русским Леоном Бонна» можно назвать мастера портрета Алексея Харламова. Он поступил на учёбу в мастерскую Леона Бонна в 1872 году, и именно под влиянием французского метра сформировался его собственный стиль.
В мастерской Леона Бонна учился также Анри де Тулуз-Лотрек. Он поступил в 1882 году. И хотя Лотрека сложно назвать последователем Бонна, сам он очень ценил мнение мастера.
Как пишет биограф Тулуз-Лотрека Анри Перрюшо:
 «Первые замечания Бонна, надо признать, были не очень обнадеживающими. „Мэтр сказал ему, — писал Пренсто (прим. — Рене Пренсто, художник, друг отца Анри де Тулаз-Лотрека) родным Лотрека, — что у него странные краски, и ещё — что он рисует, как ребёнок“. Это было ужасно, но критика мэтра только увеличила энергию Лотрека. Бонна „подсыпал ему перца в кровь“. Лотрек тут же стер — да здравствует хлебный мякиш! — только что сделанный рисунок и с новым рвением принялся за работу. Разве мог он несерьезно отнестись к мнению мсье Бонна, художника, „величие которого, — говорил он в одном из своих писем к дяде Шарлю, — не позволяет мне задавать вопросы“?».
В 1887 году у Бонна учился Принц Евгений (Eugen Napoleon Nikolaus), герцог Нерке — четвёртый и младший сын шведского короля Оскара II и его жены Софии. Принц Евгений известен не только как один из крупнейших шведских пейзажистов конца XIX — начала XX века, но и как мастер монументальной живописи.
Среди учеников Бонна были также Шарль Альбер Вальтнер, Огюст Леру,  Эмилиан Лэзареску и Дене.